# USS LST-574
O USS LST-574 foi um navio de guerra norte-americano da classe LST que operou durante a Segunda Guerra Mundial.